# 邱树森
邱树森（1937年7月4日—2019年11月20日），江苏省苏州市人，中华人民共和国历史学家。

## 生平
1959年，邱树森毕业于南京大学历史系，之后留校攻读元史专业研究生，师从韩儒林。1963年，毕业后留校，从事元史教学与研究。1978年被评为讲师。1982年，任副教授。1986年，任教授。1984年至1987年，任南京大学历史系主任。1985年起兼任北方民族大学（西北第二民族学院）历史系主任、教授。1978年，任中国蒙古史学会理事。1980年后，历任中国元史研究会副秘书长、秘书长、副会长。1993年，担任暨南大学教授兼历史系主任。
2019年11月20日病逝，享壽83歲。

## 著作
邱树森曾任《中国大百科全书·历史卷》元史分册副主编。此外担任《中国历史大辞典·辽夏金元史卷》、《中国元史大辞典》主编。另有专著《中国回族史》、《中国少数民族简史》、《回族文化志》、《元代文化史探微》、《元代中国少数民族新格局》等，主编《中国历代职官辞典》、《中国历代名人辞典》等。